# Kozîna, Tîsmenîțea
Kozîna (în ucraineană Козина) este o comună în raionul Tîsmenîțea, regiunea Ivano-Frankivsk, Ucraina, formată numai din satul de reședință.

## Demografie
Componența lingvistică a comunei Kozîna
     Ucraineană (100%)
Conform recensământului din 2001, toată populația comunei Kozîna era vorbitoare de ucraineană (100%).